# Лащів (гміна)
Гміна Лащів (пол. Gmina Łaszczów) — місько-сільська гміна у східній Польщі. Належить до Томашівського повіту Люблінського воєводства.
Станом на 31 грудня 2011 у гміні проживало 6491 особа.

## Площа
Згідно з даними за 2007 рік площа гміни становила 128.23 км², у тому числі:
- орні землі: 87.00%
- ліси: 4.00%

Таким чином, площа гміни становить 8.62% площі повіту.

## Населення
Станом на 31 грудня 2011:
| Опис     | Загалом | Загалом | Чоловіки | Чоловіки | Жінки | Жінки |
| -------- | ------- | ------- | -------- | -------- | ----- | ----- |
| одиниця  | осіб    | %       | осіб     | %        | осіб  | %     |
| все      | 6491    | 100     | 3170     | 48.84    | 3321  | 51.16 |
| міське   | 2205    | 100     | 1074     | 48.71    | 1131  | 51.29 |
| сільське | 4286    | 100     | 2096     | 48.90    | 2190  | 51.10 |

## Сусідні гміни
Гміна Лащів межує з такими гмінами: Мірче, Рахане, Телятин, Тишовце, Ульгувек, Ярчів.